# Tallatubs

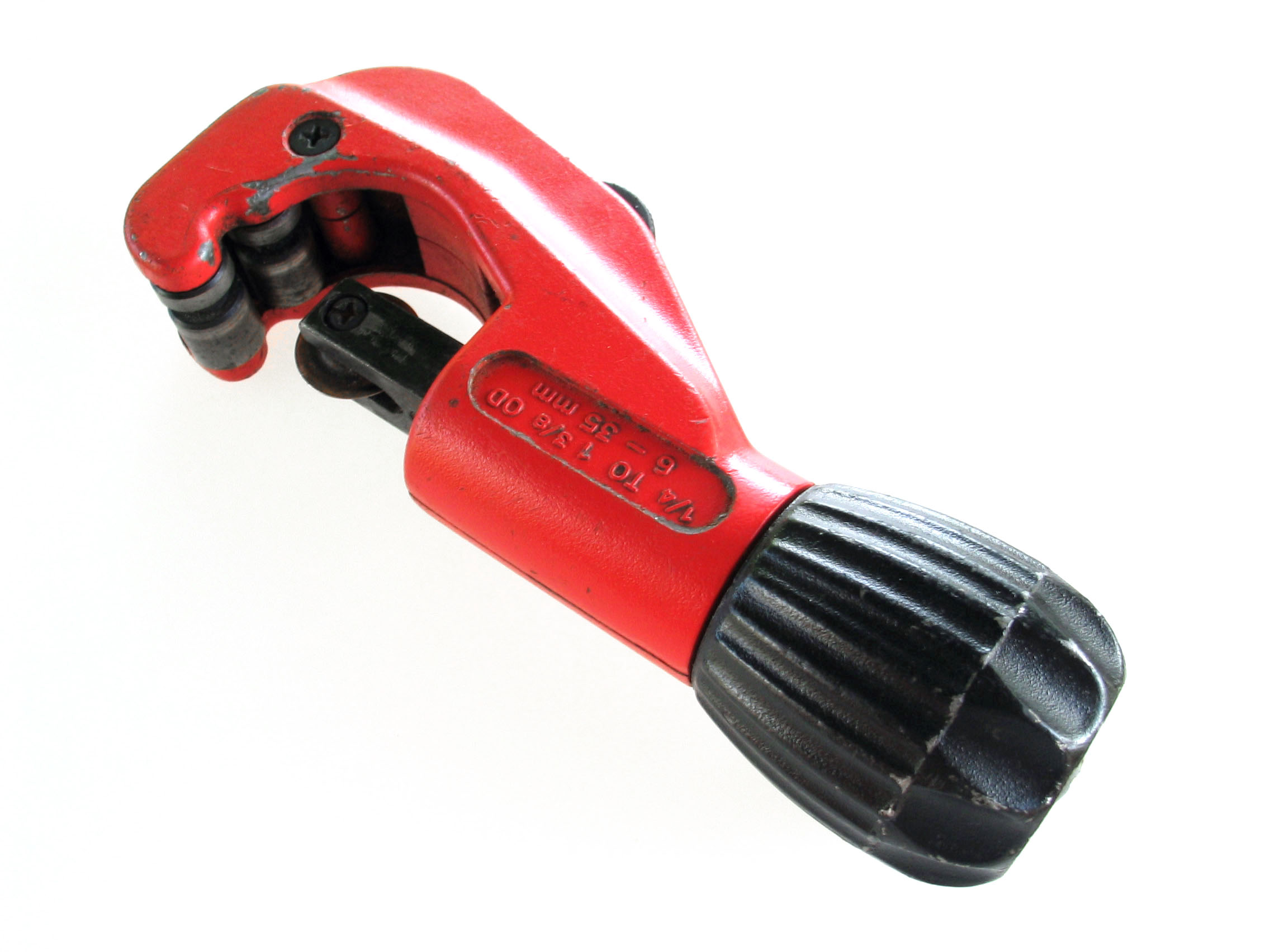
Tallatubs per coure

Un tallatubs és una eina utilitzada per tallar  tubs rodons en angle recte. A més de produir un tall net, aquesta eina és sovint ràpida, sent la forma més convenient de tallar canonada enfront de l'opció d'utilitzar una serra per a metalls (encara que això depèn del tipus de metall de la canonada).
El model més popular està compost per un disc afilat ajustable amb una adherència de mandíbula, amb dos o més cilindres, al costat oposat al disc de tall. S'utilitza prement la roda de tall fent-lo girar repetides vegades al voltant del tub fins a tallar tot el gruix de la paret del mateix.

## Descripció
La serra de tallar tubs de coure es compon d'un suport en forma de C que en un costat té muntat un disc d'acer tallant sobre l'extrem d'un cargol roscat de rosca fina que es fa avançar girant el pom. La claveguera es desplaça dins del mànec fins a prémer el disc contra el tub. A l'altre costat de la C hi ha dos o més corrons d'acer giratoris. Aquests serveixen per a la guiar el tub de manera que quan gira es realitzi el tall en la posició correcta, en angle recte respecte a la canonada. Tant el disc de tall i com els cilindres guia són reemplaçables.

## Tipus
Hi ha diferents tipus de talltubs:
- 'Tallador de tubs de coure' : són per a tubs de coure estàndard.
- 'Tallador de cadena per a tubs grans' : per a l'ús en tubs més gruixuts. És un tallatubs amb diverses rodes afilades sobre una cadena ajustable. S'utilitza prement la cadena mitjançant el mànec tensor i fent-la girar al voltant del tub diverses vegades fins a tallar tot el gruix.[5]
- 'Tallador de tubs de plàstic' : semblant a una tisora de podar, poden utilitzar-se per a canonades i tubs de plàstic prims (fins a una polzada), com ara canonades de desguàs o d'aspersors.

## Comparació amb les serres d'arquet

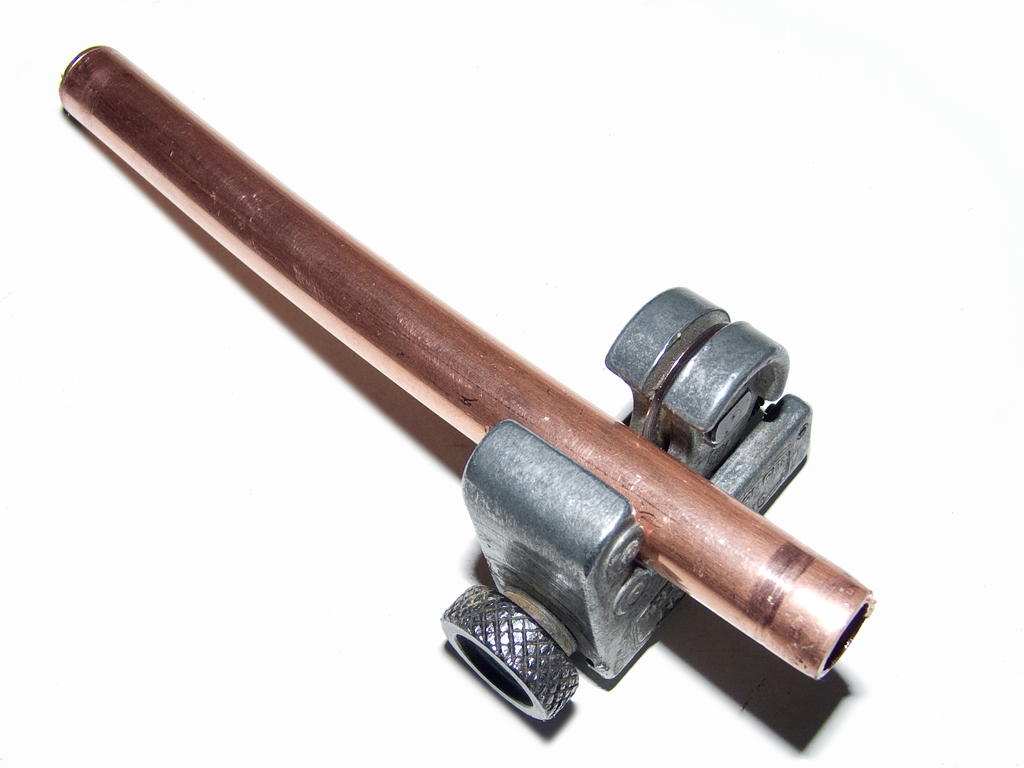
Tall d'un tub de coure

Una serra d'arquet tallarà gairebé qualsevol mida de canonada feta de metall o plàstic. Les serres de tallar tubs, en canvi, són més limitats. Es fan servir per realitzar talls nets a la superfície exterior del tub, una cosa necessària per a encastar-les bé en els tubs femella. El tall pot deixar rebaves a l'interior del tub, que s'haurien de remoure per evitar danyar el revestiment aïllant dels cables en conductes elèctrics.